# (37118) 2000 VW4
2000 VW4 (asteroide 37118) é um asteroide da cintura principal. Possui uma excentricidade de 0.14700960 e uma inclinação de 1.86318º.
Este asteroide foi descoberto no dia 1 de novembro de 2000 por LINEAR em Socorro.